# Nishishiiya-Wasserfall
Der Nishishiiya-Wasserfall (japanisch 西椎屋の滝) ist ein Wasserfall in der Präfektur Ōita. Er ist Teil der 1990 vom Umweltministerium aufgestellten Liste der Top-100-Wasserfälle Japans. Der Wasserfall hat eine Fallhöhe von 86 Metern. Stromaufwärts am Hijuu (jap. 日出生川) liegt die Stadt Kusu und stromabwärts Innai. Das Wasser fließt in den Hijuu und von dort aus weiter in den Era, einem Zufluss des Yakkan der nördlich in die Seto-Inlandsee mündet.